# Kaiserpokal 2013
Der Kaiserpokal 2013 war die 93. Austragung des Kaiserpokals, des höchsten japanischen Fußballpokalwettbewerbs. Sieger des Wettbewerbs waren die Yokohama F. Marinos.

## Ergebnisse

### 1. Runde
|                                            | Ergebnis |                                   |
| ------------------------------------------ | -------- | --------------------------------- |
| Universität Tsukuba                        | 4:1      | Urayasu SC                        |
| Mind House Yokkaichi                       | 0:1      | Keiei-Universität Niigata         |
| Mitsubishi Heavy Industries Nagasaki       | 1:2      | Hoyo Oita                         |
| Vanraure Hachinohe                         | 1:0      | Toin-Universität Yokohama         |
| AC Nagano Parceiro                         | 4:1      | Toyota Shukyudan                  |
| FC Gifu Second                             | 1:2      | Kansai-Universität                |
| Nara Club                                  | 3:2      | Kwansei-Gakuin-Universität        |
| Naruto High School                         | 0:2      | Universität Saga                  |
| Sportuniversität Kanoya                    | 0:1      | Universität Kōchi                 |
| Tochigi Uva FC                             | 2:1      | Tokyo International University    |
| Arterivo Wakayama                          | 2:3      | Fujieda MYFC                      |
| Zweigen Kanazawa                           | 6:1      | Toyama Shinjo Club                |
| Blaublitz Akita                            | 2:0      | Renofa Yamaguchi FC               |
| Yonago Kita High School                    | 0:2      | Fagiano Okayama Next              |
| Kumamoto Gakuen Daigaku                    | 1:9      | FC Imabari                        |
| Kamatamare Sanuki                          | 7:2      | Takamatsu Commercial High School  |
| Thespa Kusatsu Challengers                 | 0:3      | Yokogawa Musashino FC             |
| Grulla Morioka                             | 0:1      | Sony Sendai FC                    |
| Sagawa Printing                            | 2:0      | MIO Biwako Shiga                  |
| Sagawa Express Chugoku                     | 1:4      | Universität Fukuoka               |
| FC Ryukyu                                  | 2:1      | Dezzolla Shimane                  |
| Yamanashi-Gakuin-Universität               | 1:2      | Fukushima United FC               |
| Saurcos Fukui                              | 1:0      | Sangyo-Keiei-Universität Miyazaki |
| Pädagogische Hochschule Hokkaidō Iwamizawa | 2:1      | Haguro High School                |

### 2. Runde
|                     | Ergebnis        |                                            |
| ------------------- | --------------- | ------------------------------------------ |
| Kashiwa Reysol      | 4:2             | Universität Tsukuba                        |
| Fagiano Okayama     | 2:1             | FC Gifu                                    |
| Albirex Niigata     | 4:2             | Keiei-Universität Niigata                  |
| Oita Trinita        | 2:0             | Hoyo Oita                                  |
| Yokohama F. Marinos | 5:1             | Vanraure Hachinohe                         |
| Tochigi SC          | 5:1             | Avispa Fukuoka                             |
| Nagoya Grampus      | 0:2             | AC Nagano Parceiro                         |
| Gainare Tottori     | 0:2             | Giravanz Kitakyushu                        |
| Cerezo Osaka        | 4:0             | Kansai-Universität                         |
| Vissel Kobe         | 3:1             | Nara Club                                  |
| Matsumoto Yamaga FC | 4:3             | Thespakusatsu Gunma                        |
| Sagan Tosu          | 10:00           | Universität Saga                           |
| Kawasaki Frontale   | 3:1             | Universität Kōchi                          |
| Tokyo Verdy         | 3:2             | V-Varen Nagasaki                           |
| Urawa Reds          | 2:1             | Tochigi Uva FC                             |
| Montedio Yamagata   | 2:2 (9:8 i. E.) | Kataller Toyama                            |
| Shimizu S-Pulse     | 2:0             | Fujieda MYFC                               |
| Yokohama FC         | 0:1             | Zweigen Kanazawa                           |
| Vegalta Sendai      | 3:0             | Blaublitz Akita                            |
| Mito HollyHock      | 1:1 (4:2 i. E.) | Ehime FC                                   |
| Omiya Ardija        | 4:0             | Fagiano Okayama Next                       |
| Gamba Osaka         | 5:0             | FC Imabari                                 |
| JEF United Chiba    | 5:0             | Kamatamare Sanuki                          |
| FC Tokyo            | 1:0             | Yokogawa Musashino FC                      |
| Kashima Antlers     | 3:0             | Sony Sendai FC                             |
| Kyoto Sanga FC      | 4:0             | Sagawa Printing                            |
| Sanfrecce Hiroshima | 1:0             | Universität Fukuoka                        |
| Roasso Kumamoto     | 1:1 (4:3 i. E.) | Tokushima Vortis                           |
| Shonan Bellmare     | 4:0             | FC Ryukyu                                  |
| Ventforet Kofu      | 1:0             | Fukushima United FC                        |
| Júbilo Iwata        | 8:1             | Saurcos Fukui                              |
| Consadole Sapporo   | 4:1             | Pädagogische Hochschule Hokkaidō Iwamizawa |

### 3. Runde
|                     | Ergebnis        |                     |
| ------------------- | --------------- | ------------------- |
| Kashiwa Reysol      | 1:0             | Fagiano Okayama     |
| Albirex Niigata     | 0:1             | Oita Trinita        |
| Yokohama F. Marinos | 3:1             | Tochigi SC          |
| AC Nagano Parceiro  | 0:0 (4:2 i. E.) | Giravanz Kitakyushu |
| Cerezo Osaka        | 4:0             | Vissel Kobe         |
| Matsumoto Yamaga FC | 1:3             | Sagan Tosu          |
| Kawasaki Frontale   | 3:0             | Tokyo Verdy         |
| Urawa Reds          | 2:3             | Montedio Yamagata   |
| Shimizu S-Pulse     | 3:2             | Zweigen Kanazawa    |
| Vegalta Sendai      | 1:1 (3:1 i. E.) | Mito HollyHock      |
| Omiya Ardija        | 0:0 (4:3 i. E.) | Gamba Osaka         |
| JEF United Chiba    | 1:1 (5:6 i. E.) | FC Tokyo            |
| Kashima Antlers     | 2:1             | Kyoto Sanga FC      |
| Sanfrecce Hiroshima | 2:0             | Roasso Kumamoto     |
| Shonan Bellmare     | 0:1             | Ventforet Kofu      |
| Júbilo Iwata        | 0:1             | Consadole Sapporo   |

### Achtelfinale
|                     | Ergebnis |                     |
| ------------------- | -------- | ------------------- |
| Kashiwa Reysol      | 0:1      | Oita Trinita        |
| Yokohama F. Marinos | 2:1      | AC Nagano Parceiro  |
| Cerezo Osaka        | 1:2      | Sagan Tosu          |
| Kawasaki Frontale   | 2:0      | Montedio Yamagata   |
| Shimizu S-Pulse     | 0:1      | Vegalta Sendai      |
| Omiya Ardija        | 0:3      | FC Tokyo            |
| Kashima Antlers     | 1:3      | Sanfrecce Hiroshima |
| Ventforet Kofu      | 1:0      | Consadole Sapporo   |

### Viertelfinale
|                     | Ergebnis        |                     |
| ------------------- | --------------- | ------------------- |
| Oita Trinita        | 1:2             | Yokohama F. Marinos |
| Sagan Tosu          | 2:0             | Kawasaki Frontale   |
| Vegalta Sendai      | 1:2             | FC Tokyo            |
| Sanfrecce Hiroshima | 1:1 (3:2 i. E.) | Ventforet Kofu      |

### Halbfinale
|                     | Ergebnis        |                     |
| ------------------- | --------------- | ------------------- |
| Yokohama F. Marinos | 2:0             | Sagan Tosu          |
| FC Tokyo            | 0:0 (4:5 i. E.) | Sanfrecce Hiroshima |

### Finale
|                     | Ergebnis |                     |
| ------------------- | -------- | ------------------- |
| Yokohama F. Marinos | 2:0      | Sanfrecce Hiroshima |